# Gabriela Capová
Gabriela Capová, née le 8 octobre 1993 à Ostrava, est une skieuse alpine tchèque.

## Biographie
Gabriela Capová est né à Ostrava et s'entraîne pour le club local. Elle participe à ses premières courses officielles en 2008 et de Coupe d'Europe en 2013. En janvier 2015, elle démarre en Coupe du monde à Zagreb et prend part aux Championnats du monde de Beaver Creek, où elle 55e en slalom géant. Aux Championnats du monde 2017, elle est 33e du slalom.
Elle marque ses premiers points en Coupe du monde la saison suivante avec une 19e place au slalom de Kranjska Gora. C'est en slalom géant qu'elle concourt aux Jeux olympiques d'hiver de 2018, terminant 29e.

## Palmarès

### Jeux olympiques d'hiver
| Épreuve / Édition   | Descente | Super G | Slalom géant | Slalom | Combiné / Super combiné |
| JO 2018 Pyeongchang | —        | —       | 29e          | –      | —                       |

### Championnats du monde
| Épreuve / Édition | Vail - Beaver Creek 2015 | Saint-Moritz 2017 | Åre 2019 |
| Slalom géant      | 55e                      | -                 | 37e      |
| Slalom            | -                        | 33e               | 21e      |

### Coupe du monde
- Meilleur classement général : 88e en 2019.
- Meilleur résultat individuel : 15e.

#### Classements
| Saison / Épreuve | Saison / Épreuve | Général | Général | Descente | Descente | Slalom | Slalom | Slalom géant | Slalom géant | Super G | Super G | Combiné | Combiné |
| ---------------- | ---------------- | ------- | ------- | -------- | -------- | ------ | ------ | ------------ | ------------ | ------- | ------- | ------- | ------- |
| Saison / Épreuve | Saison / Épreuve | Class.  | Points  | Class.   | Points   | Class. | Points | Class.       | Points       | Class.  | Points  | Class.  | Points  |
| 2018             | 2018             | 114e    | 12      | -        | -        | 50e    | 12     | -            | -            | -       | -       | -       | -       |
| 2019             | 2019             | 88e     | 33      | -        | -        | 40e    | 33     | -            | -            | -       | -       | -       | -       |

### Coupe d'Europe
- 1 victoire.

Palmarès en mars 2019

### Championnats de République tchèque
- Championne du slalom géant en 2018.